# Ерла
Ерла — река в России, протекает в Мантуровском районе Костромской области. Устье реки находится в 27 км по правому берегу реки Межа. Длина реки составляет 20 км.
Исток реки находится в заболоченном лесу в 27 км к северо-востоку от города Мантурово. Река течёт на юго-восток в междуречье Унжи и Межи, крупных притоков нет. В среднем течении близ реки на левом берегу — деревни Копанец, Дюлыгино, Фалино. Впадает в Межу у нежилой деревни Сластнистое.

## Данные водного реестра
По данным государственного водного реестра России относится к Верхневолжскому бассейновому округу, водохозяйственный участок реки — Унжа от истока и до устья, речной подбассейн реки — Бассей притоков Волги ниже Рыбинского водохранилища до впадения Оки. Речной бассейн реки — (Верхняя) Волга до Куйбышевского водохранилища (без бассейна Оки).
Код объекта в государственном водном реестре — 08010300312110000015785.